# Ghost in the Shell: SAC 2045
Ghost in the Shell: SAC 2045 (攻殻機動隊 SAC_2045?, Kōkaku kidōtai SAC_2045) è un original net anime di produzione giapponese-statunitense tratto dal manga Ghost in the Shell di Masamune Shirow e ambientato nella continuity di Ghost in the Shell: Stand Alone Complex .
La serie è stata presentata in anteprima esclusiva su Netflix il 23 aprile 2020. Una seconda stagione di 12 episodi è stata annunciata il 23 maggio 2022, tre anni prima del suo debutto sul servizio di streaming.

## Trama
Nell'anno 2045, dopo un disastro economico che ha distrutto il valore di tutte le forme di contante e moneta elettronica, le "Grandi 4" nazioni del mondo sono impegnate in uno stato di perenne "guerra sostenibile" per far andare avanti l'economia. In questo mondo, Motoko Kusanagi, Batou e altri membri della Sezione 9 del Dipartimento di Pubblica Sicurezza si sono venduti come mercenari del gruppo "GHOST", usando i loro miglioramenti cibernetici e l'esperienza in battaglia per guadagnarsi da vivere. Tuttavia, una cospirazione scoperta dall'ex capo Aramaki costringe la Sezione 9 a riunirsi.

## Produzione
Kōdansha e Production I.G hanno annunciato il 7 aprile 2017 che Kenji Kamiyama e Shinji Aramaki avrebbero co-diretto una nuova produzione anime di Ghost in the Shell. Il 7 dicembre 2018, Netflix ha riferito di aver acquisito i diritti di streaming globali per la serie ONA, che sarebbe stata presentata in anteprima il 23 aprile 2020. La serie sarà in 3DCG e Sola Digital Arts collaborerà con Production I.G al progetto. È stato successivamente rivelato che Ilya Kuvshinov si occuperà del character design. È stato dichiarato che la nuova serie avrà due stagioni di 12 episodi ciascuna. La seconda è stata resa disponibile su Netflix il 23 maggio 2022.

### Doppiaggio
| Personaggio     | Doppiatore originale | Doppiatore italiano |
| --------------- | -------------------- | ------------------- |
| Motoko Kusanagi | Atsuko Tanaka        | Stefania Patruno    |
| Daisuke Aramaki | Osamu Saka           | Antonio Paiola      |
| Batou           | Akio Ōtsuka          | Mario Zucca         |
| Togusa          | Kōichi Yamadera      | Claudio Ridolfo     |
| Ishikawa        | Yutaka Nakano        | Massimiliano Lotti  |
| Tachikoma       | Sakiko Tamagawa      | Serena Clerici      |
| Purin Esaki     | Megumi Han           | Roisin Nicosia      |
| Borma           | Taro Yamaguchi       | Dario Oppido        |
| Saito           | Tōru Ōkawa           | Gianluca Cortesi    |
| John Smith      | Kaiji Soze           | Massimo Triggiani   |
| Stan            | Kenjiro Tsuda        | Francesco Pezzulli  |
| Suzuka Mizukane |                      | Ludovica Bebi       |

## Episodi

### Prima stagione
| Nº | Titolo italiano Giapponese 「Kanji」 - Rōmaji | In onda        | In onda |
| Nº | Titolo italiano Giapponese 「Kanji」 - Rōmaji | Giapponese     |         |
| 1  | SENZA RUMORE NON C'È VITA - Guerra sostenibile 「NO NOISE NO LIFE / 持続可能戦争」 - Nō Noizu Nō Raifu / Jizoku Kanō Sensō                               | 23 aprile 2020 |         |
| 2  | A TUO RISCHIO E PERICOLO - Divisi da un muro 「AT YOUR OWN RISK / 壁が隔てるもの」 - Atto Yua Ōn Risuku / Kabe ga Hedateru mono                          | 23 aprile 2020 |         |
| 3  | CANE SCIOLTO - Dispersi 「MAVERICK / 作戦行動中行方不明」 - Mabarikku / Sakusen Kōdōchū Yukue Fumei                                                      | 23 aprile 2020 |         |
| 4  | PEDINA SACRIFICABILE - Emissario dell'altra parte 「SACRIFICIAL PAWN / 分界よりの使者」 - Sakurifisharu Pōn / Bunkai Yori no Shisha                      | 23 aprile 2020 |         |
| 5  | PATRICK HUGE - Un dono di Dio 「PATRICK HUGE / 神からの贈り物」 - Patorikku Hyūji / Kami kara no Okurimono                                               | 23 aprile 2020 |         |
| 6  | RIVELAZIONE - Bibbia quantizzata 「DISCLOSURE / 量子化された福音」 - Disukurōjā / Ryōshika Sareta Fukuin                                                 | 23 aprile 2020 |         |
| 7  | CASTELLO IN ARIA - La prima rapina 「PIE IN THE SKY / はじめての銀行強盗」 - Pai in zā Sukai / Hajimete no Ginkō Gōtō                                    | 23 aprile 2020 |         |
| 8  | RIUNIONE - Le conseguenze della morte di Togusa 「ASSEMBLE / トグサの死によってもたらされる事象」 - Asenburu / Togusa no Shi ni Yotte Motarasareru Jishō | 23 aprile 2020 |         |
| 9  | FURTO D'IDENTITÀ - Da soli a lottare 「IDENTITY THEFT / 一人きりの闘争」 - Aidentitī Sefuto / Hitorikiri no Tōsō                                         | 23 aprile 2020 |         |
| 10 | GENTE DELLA RETE - Cause di morte 「NET PEOPLE / 炎上に至る理由」 - Netto Pīpuru / Enjō ni Itaru Riyū                                                    | 23 aprile 2020 |         |
| 11 | IL GRADASSO - La rivoluzione dei quattordicenni 「EDGELORD / 14歳革命」 - Ejjirōdo / 14-sai Kakumei                                                      | 23 aprile 2020 |         |
| 12 | NOSTALGIA - Tutti diventeranno N 「NOSTALGIA / 全てがNになる。」 - Nosutarujā / Subete ga N ni naru.                                                     | 23 aprile 2020 |         |

### Seconda stagione
| Nº | Titolo italiano Giapponese 「Kanji」 - Rōmaji                                                                                               | In onda        | In onda |
| Nº | Titolo italiano Giapponese 「Kanji」 - Rōmaji                                                                                               | Giapponese     |         |
| 13 | EFFETTO DOMINO / Stupido Kukushkin 「DOMINO EFFECT / お馬鹿なククーシキン」 - Domino Efekuto / o Bakana Kukūshikin                          | 23 maggio 2022 |         |
| 14 | PER UN PELO / Mi sono svegliata 「CLOSE CALL / 覚醒しちゃいました」 - Kurōsu Kōru / Kakusei shi Chaimashita                                 | 23 maggio 2022 |         |
| 15 | FATTORE / 1A84 「FACTOR / 1A84」 | 23 maggio 2022 |         |
| 16 | RICORDI / Nata in paradiso 「MEMORIES / 天国で生まれて」 - Memorīzu / Tengoku de Umarete                                                    | 23 maggio 2022 |         |
| 17 | LA STANZA 101 / Alla ricerca di un senso 「ROOM 101 / 夜と霧」 - Rūmu 101 / Yoru to Kiri                                                    | 23 maggio 2022 |         |
| 18 | IL POTERE di N / Come creare una nazione indipendente 「N-POWER / 独立国家のつくり方」 - En-Pawā / Dokuritsu Kokka no Tsukurikata           | 23 maggio 2022 |         |
| 19 | UN VERO PUNTO DI CONTATTO / Il ponte delle promesse 「TRUTH POINT OF CONTACT / 約束の橋」 - Torūsu Pointo obu Kontakuto / Yakusoku no Hashi | 23 maggio 2022 |         |
| 20 | SEMIDEI / L'evoluzione verso la divinità 「DEMI DEUS / 神へと進化するモノたち」 - Demī Diusu / Kami e to Shinka Suru Monotachi              | 23 maggio 2022 |         |
| 21 | L'ULTIMA SPIAGGIA / Un lungo sonno 「LAST RESORT / 永い眠り」 - Rasuto Rizōto / Nagai Nemuri                                                | 23 maggio 2022 |         |
| 22 | OPERAZIONE STALLO / La battaglia ha inizio 「OPERATION STANDOFF / 開戦」 - Operēshon Sutandofu / Kaisen                                     | 23 maggio 2022 |         |
| 23 | IL GIORNO DEL GIUDIZIO / La luna sopra il castello in rovina 「DOOMSDAY / 荒城の月」 - Doūmuzudei / Kōjō no Tsuki                           | 23 maggio 2022 |         |
| 24 | DOPPIA REALTÀ / Punto di non ritorno 「DOUBLE THINK / 事象の境界線」 - Daburu Shinku / Jishō no Kyōkai-sen                                  | 23 maggio 2022 |         |

## Film anime
Nel luglio del 2021, è stato annunciato un remake/remix cinematografico della prima stagione. Il film, con il sottotitolo Guerra sostenibile e dalla durata di 118 minuti, ha fatto il suo debutto il 12 novembre 2021, ed è stato successivamente pubblicato da Netflix in tutto il mondo il 9 maggio 2022. Il film è diretto da Kenji Kamiyama, Shinji Aramaki e Michihito Fujii, scritto da Kenji Kamiyama. La colonna sonora è stata composta da Kazuma Jinnōchi e Nobuko Toda.
Un film riepilogativo della seconda stagione, sottotitolato The Last Human, e dalla durata di 126 minuti; ha debuttato nei cinema giapponesi il 23 novembre 2023.

## Accoglienza
La serie è stata perlopiù criticata per l'aspetto estetico poco realistico e per le animazioni inespressive che non rendono giustizia ai personaggi della serie originale. Non mancano però giudizi più positivi nei confronti dell'impiego della 3D CG dello studio di Production I.G.